# Severikirche (Otterndorf)
Severikirche er en evangelisk kirke i Otterndorf, en såkaldt Bauerndom, som er den største kirke i Land Hadeln. Kirkens ældste dele stammer sandsynligvis fra den anden halvdel af det 12. århundrede. Efter reformationen omkring 1526 nød kirken gennem sin egen "Hadelner Kirchenordnung" store privilegier. Således var kirken fra 1620 til 1885 sæde for konsistorium for Land Hadeln, og superintendenturet for Hadeln havde indtil 1976 ligeledes sit sæde i Otterndorf. Otterndorf og Land Hadelns lange vedvarende velstand kan tydelig ses i kirkens righoldige indretning.
Ifølge gamle dokumenter er det sandsynligt at kirken allerede har eksisteret i det 11. århundrede. Men beviser der for finder man først på skrift i år 1261 gennem teksten „Godefridus plebanus in Otterntorpe“.
På grund af kirkens mange forandringer gennem tiderne er det vanskelig at fastsætte en korrekt datering. Men da grundtrækkene af det fem fagede kirkeskib med små vinduesåbninger blev anvendt omkring år 1300, regner man med at kirken er fra dette tidsrum.

## Kirketårnet
Det mod vest liggende runde kirketårn fra tiden omkring 1100 blev nedrevet i 1556, det efterfølgende tårn led i år 1804 den samme skæbne. I verset „An den Wind“ fra år 1780 stod: „Auch unser krummer Kirchturm, mein Nachbar, hat nicht gerne Sturm: Sonst fällt das alte Übel noch gar auf meine Giebel“. Forfatteren af versene var rektor for latinskolen "Otterndorfer Lateinschule" Johann Heinrich Voß.
Det nuværend tårn er fra 1807, bygget – dengang uden spir – af muremester Chr. Mebelumg. På grund af den manglende spir, kunne det fra 1837 til 1850 benyttes som optisk telegrafstation for linjen Cuxhaven––Stade––Hamborg); Otterndorferne benyttede også kirketårnet som vandtårn. 1876 fik set et 48 meter højt spir.
1974 opdagede men under renoveringen en murstensmuret gang. Hvilken betydning denne gang som fører ned til floden Medem virkelig havde, er stadig ikke klarlagt, formodentlig af kirkegængerne fra landsbyerne beliggende ved floden Medem, som benyttede både for at komme til messe.

## Koret
Det nuværende kor med de tre til tre travéer blev bygget i 1585. Dette årstal viser sig efter en nærmere betragtning at være forkert da koret ifølge andre optegnelser var forbillede for koret i kirken St.-Nicolai-Kirche i nabobyen Altenbruch, der blev bygget 1494.
Omkring 1740 blev kirkeskibet grundlæggende renoveret, murene blev beklædt med mursten, efter at vinduerne var blevet forstørret. Det forklarer de senromanske og Gotikske stil og en murbredde på 1,25 meter.

## Alter
Det i to etager, rigt dekorede barokke alter med billedet af den hellige nadver og et korsfæstelsesbillede med Jomfru Maria under korset bliver indrammet af kostbare ornamenter og en barnefigur. Sammenlignet med alteret i Ratzeburgs domkirke fra 1629 og gravskriften for hertug August af Sachsen-Lauenburg fra 1649 er byggemesteren formodentlig kunstneren Gebhard Jürgen Titge (1590-1663.

## Prædikestol
Prædikestolen er forbundet med en empore, hvor prædikestolen hviler på en bærefigur af Moses, som bærer lovtavlerne i sine hænder. Prædikestolen er udskåret med bibelske motiver, blev 1661 udført af billedskæreren Jürgen Heitmann. Predigestolen stod tidligere i korets sydøstlige hjørne og fungerede der som et lille sakristi.

## Døbefont
Døbekedelen i bronze fra midten af det 14. århundrede er en såkaldt trebærer. Dåbsfadet bæres af tre ynglinge.